# 1. Division (Belgien) 1896/97
Die Erste Division 1896/97 war die zweite Spielzeit der höchsten belgischen Spielklasse im Männerfußball. Sie begann am 1. November 1896 und endete am 2. Mai 1897.

## Vereine
In dieser Saison nahmen nur noch sechs Mannschaften teil: Die fünf verbliebenen aus der Vorsaison und Neuling Athletic & Running Club aus Brüssel, der sich nach fünf Spielen aus der Liga zuzückzog.

## Abschlusstabelle
| Pl. | Verein                      | Sp. | S | U | N  | Tore    | Quote | Punkte |
| --- | --------------------------- | --- | - | - | -- | ------- | ----- | ------ |
| 1.  | Racing Club de Bruxelles    | 10  | 8 | 2 | 0  | 040:100 | 4,00  | 18:20  |
| 2.  | FC Lüttich (M)              | 10  | 6 | 2 | 2  | 016:130 | 1,23  | 14:60  |
| 3.  | FC Antwerpen                | 10  | 6 | 1 | 3  | 022:100 | 2,20  | 13:70  |
| 4.  | Léopold Club de Bruxelles   | 10  | 4 | 0 | 6  | 009:280 | 0,32  | 08:12  |
| 5.  | Athletic & Running Club (N) | 10  | 3 | 1 | 6  | 025:140 | 1,79  | 07:13  |
| 6.  | Sporting Club de Bruxelles  | 10  | 0 | 0 | 10 | 002:390 | 0,05  | 0:20   |

| (M) | amtierender belgischer Meister |
| (N) | Neuling                        |

## Kreuztabelle
Die Kreuztabelle stellt die Ergebnisse aller Spiele dieser Saison dar. Die Heimmannschaft ist in der linken Spalte, die Gastmannschaft in der oberen Zeile aufgelistet.
| 1896/97 | 1896/97                    | RCB | LÜT   | ANT   | LÉO   | ARC   | SPB   |
| ------- | -------------------------- | --- | ----- | ----- | ----- | ----- | ----- |
| 1.      | Racing Club de Bruxelles   |     | 3:3   | 1:0   | 5:0 1 | 2:1   | 18:0  |
| 2.      | FC Lüttich                 | 2:2 |       | 0:2   | 4:0   | 5:0 1 | 5:0 1 |
| 3.      | FC Antwerpen               | 1:4 | 2:0   |       | 8:0   | 0:0   | 6:1   |
| 4.      | Léopold Club de Bruxelles  | 1:3 | 3:4   | 3:1   |       | 5:0 1 | 5:0 1 |
| 5.      | Athletic & Running Club    | 2:4 | 1:3   | 1:2   | 8:2   |       | 10:1  |
| 6.      | Sporting Club de Bruxelles | 0:3 | 0:5 1 | 0:5 1 | 0:5 1 | 0:2   |       |